# Оренбургский край
Оренбу́ргский кра́й (рус. дореф. Оренбургскій край), также Оренбу́ргская каза́чья респу́блика (рус. дореф. Оренбургская казачья республика) — антибольшевистское государственное образование Оренбургского казачьего войска в период с 1917 по 1920 года на территории Южного Урала, объявившее свою независимость в декабре 1917 года, а после вошедшее в Российское государство адмирала Колчака. Верховным органом власти являлся Казачий круг. Республика имела свою конституцию, а так же провела денежную эмиссию по примеру Всевеликого войска Донского.

## Символика

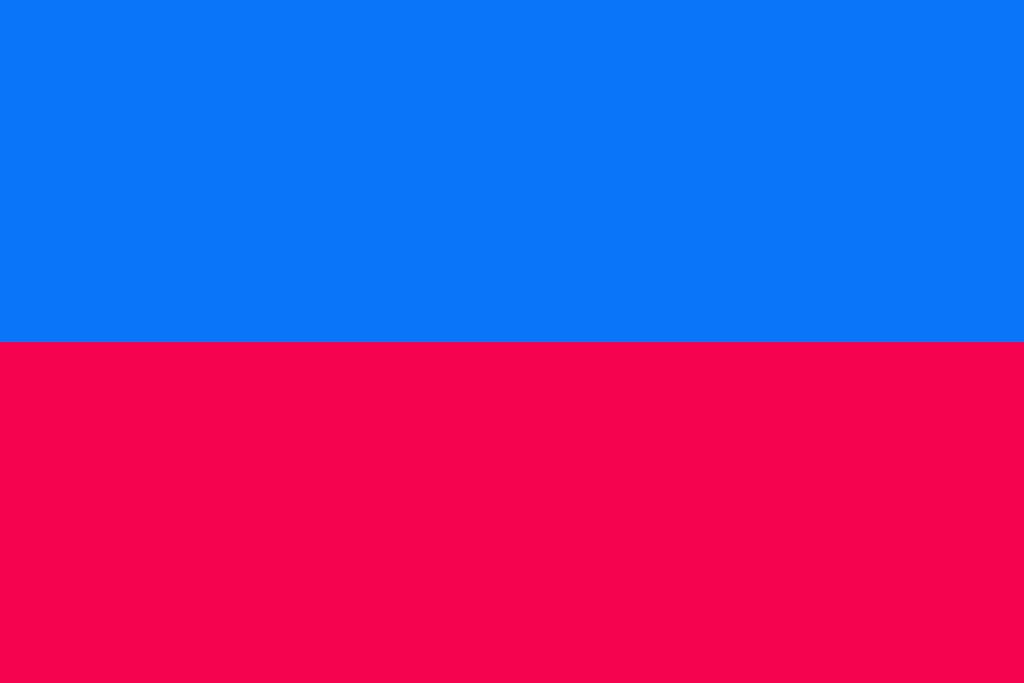
Предполагаемый флаг Оренбургского правительства.

В некоторых флаговедческих изданиях упоминался вариант флага Оренбургского правительства времён гражданской войны, состоящий из горизонтальных голубой и красной полос. Серьезных доказательств реального существования этого флага нам пока обнаружить не удалось. Хотя, возможно, такие флаги и использовались в эмигрантской среде. Нетрудно заметить, что цвета этого флага повторяют цвета флюгера оренбургских уланских полков.

Реконструкция флага, используемого в эмиграции (1934 г.)

Существуют сведения об использовании синего флага с белым крестом в эмигрантской среде. По доступным фотографиям была составлена реконструкция флага.

Знак (герб) оренбургского казачества.

Знак в оренбургском войске утвержден 18 февраля 1912 года. Он состоит из геральдического щитка, разделенного на два поля. В верхнем поле – герб Оренбургской губернии (на белом эмалевом фоне – восходящий золотистый российский орел под императорской короной и синий Андреевский крест, разделенный между собой голубой эмалевой полоской, обозначающий реку Урал).В нижнем золотом поле – лук и две стрелы, обращенные вверх. Щиток окаймлен голубой эмалевой лентой, завязанный внизу бантом с надписью: ―1574, означающей основание воеводой Иваном Нагим Уфимского укрепления. В верхней части знака – казачья шапка, тогда как на знаках всех казачьих войск вершиной является императорская корона. Знак для офицеров изготовлялся из
бронзы фирмой ―Э. Кротман. Для нижних чинов знак изготовлялся из белого металла. 

## Формирование
На своём заседании 7 декабря 1917 года 2-й очередной Войсковой круг Оренбургского казачьего войска подавляющим большинством голосов постановил: советской власти не признавать; борьбу с большевиками продолжать до полной над ними победы. Сторонники большевиков Тимофей Седельников и подъесаул Николай Каширин потребовали отставки Дутова и признания советской власти, однако их предложение не встретило поддержки, полковник Дутов был переизбран войсковым атаманом и было сформировано Войсковое правительство в следующем составе:
- председатель правительства — войсковой атаман, полковник Александр Дутов;
- заместитель председателя — помощник войскового атамана, офицер Генерального штаба полковник Иван Акулинин (только что прибывший из Петрограда и избранный депутатом Круга);
- заведующий военным отделом — начальник штаба войска, полковник Василий Половников.
- руководитель следственной комиссии — полковник Иван Шивцов

Члены правительства:
- войсковой старшина В. Г. Рудаков (окончивший Интендантскую академию и занимавший должность дивизионного интенданта);
- войсковой старшина Г. Ф. Шангин (работавший в кооперации);
- чиновник горного ведомства А. С. Выдрин;
- землемер Г. Г. Богданов (мусульманин, представитель казаков мусульманского вероисповедания);
- войсковой старшина Н. С. Анисимов;
- войсковой секретарь — военный чиновник А. Е. Иванов.

11 декабря 1917 года постановлением войскового круга, Комитета спасения родины и революции, башкирского и киргизского съездов в границах Оренбургской губернии и Тургайской области был образован Оренбургский военный округ (командующий — Дутов, начальник штаба — полковник Акулинин). В тот же день было объявлено о независимости круга от Учредительного собрания[уточнить]. Официальным названием государственного образования стало Оренбургский край, после чего действия круга были независимы как в государственном управлении так и в военном, выступая в коалиции с иными казачьими армиями. В апреле 1918 года была установлена своя конституция. 
Как и любое другое государство Оренбургский край имел свой денежный знак, была проведена эмиссия на примере Всевеликого войска Донского. Оренбургский край как суверенное государство состоялось в феврале 1919 года после появления указа от Войскового правительства № 568 от 12 августа 1918 года.

## Начальный этап гражданской войны
В декабре 1917 года силы красных повели наступление на территорию Оренбургского казачьего войска. 25 декабря им удалось занять Троицк, а 18 января 1918 года Оренбург. Атаман Дутов с отрядом в 200 человек прорвался в Верхнеуральск, где ему удалось собрать около 2000 добровольцев из казаков, офицеров и юнкеров. Несмотря на ряд выигранных боёв, общее положение отрядов Дутова ухудшалось: силы большевиков росли, а партизан — таяли. 17 апреля 1918 года атаман с небольшим отрядом был вынужден отступить с территории Оренбургского войска в Тургайские степи.
Весна — начало лета 1918 года стали временем роста антибольшевистских настроений и консолидации антибольшевистских сил на всей территории Урала. Социально-экономические и политические мероприятия новой власти оттолкнули от неё даже те слои, которые поддержали её в первые месяцы после октябрьского переворота — крестьянство и часть рабочих. Казачество изначально отнеслось к большевистской революции настороженно, а в значительной своей части враждебно. В ходе подавления «дутовского мятежа» антиказачья направленность политики большевиков проявилась настолько ярко, что вызвала движение сопротивления «снизу». Ещё до того, как отряды Александра Дутова отступили под ударами красных в Тургай, на юге Оренбургского Казачьего Войска сформировался новый антибольшевистский фронт.
Первыми успехами повстанцев стало уничтожение отряда красногвардейцев Персиянова 28 марта 1918 года в станице Ветлянской, куда он был послан для взимания контрибуции с казаков, и карательного отряда под командованием Самуила Цвиллинга в станице Изобильной 2 апреля. 4 апреля отряд Николая Лукина вошёл в Оренбург, но был выбит оттуда красными. 3 апреля 1918 года в станице Нижне-Озёрной собрался съезд делегатов 15 низовых станиц, объявивший себя единственной властью на территории первого округа Оренбургского Казачьего Войска. Он объединил партизанские отряды в четыре фронта, создал главный штаб для руководства ими и объявил мобилизацию казаков. Во главе вооружённых сил повстанцев встал войсковой старшина Дмитрий Красноярцев.
Благодаря традиционной для казаков системе самоуправления, выполняющей одновременно функции военной и гражданской администрации, присущим им военным навыкам и дисциплине, повстанцы смогли организовать как вооружённую силу, способную, несмотря на нехватку оружия и боеприпасов, успешно противостоять частям Красной Армии, так и эффективное управление гражданской жизнью на освобождённой территории. Силы восставших росли по мере включения в движение новых станиц, и к началу июля 1918 года им удалось изгнать красных с большей части войсковой территории и 3 июля занять Оренбург.
7 июля в Оренбург прибыл атаман Дутов с войсковым правительством.

## Попытка переворота социал-революционеров
В декабре 1918 года на базе Оренбургского Казачьего Войска была попытка создания Объединённого правительства Южного Урала в противовес Колчаку. Это было связано с приходом Колчака к власти и попытками эсеров к реваншу. Одной из наиболее опасных для Белого движения можно назвать попытку захвата власти в результате заговора против атамана Дутова в Оренбурге. Опасность оренбургского заговора для белых заключалась в том, что в числе его организаторов были представители нескольких разноплановых и влиятельных политических сил: член ЦК партии эсеров Вадим Чайкин, национальные лидеры Ахмет-Заки Валидов и Мустафа Чокаев, эсер, командующий Актюбинской группой Оренбургского казачьего войска Махин и атаман 1-го военного округа полковник Каргин. Захватив власть, заговорщики могли расколоть антибольшевистский лагерь на востоке России и тем самым привести к падению всего Восточного фронта, поражению Колчака. Валидов, судя по его воспоминаниям, ненавидел Колчака больше, чем многие эсеры, и вел постоянные переговоры по прямому проводу с членами Учредительного собрания в Уфе. Для координации подпольной работы в Оренбург прибыл член ЦК, лидер туркестанских эсеров и политик крайне левого толка Чайкин — давний друг Валидова; они легко нашли общий язык.
В ночь на 2 декабря заговорщики провели своё единственное совещание в Оренбурге, в здании Караван-Сарая — резиденции Башкирского правительства. На совещании, по воспоминаниям Чокаева, присутствовали Валидов, Чокаев, Махин, Каргин и Чайкин. Махин должен был стать главнокомандующим, Каргин — войсковым атаманом Оренбургского казачьего войска (вместо Дутова), правителем Башкурдистана был намечен Валидов, Казахстана — Кадирбаев (представитель Алаш-Орды в Оренбурге), Чокаев должен был стать министром внешних связей; Чайкин также получил должность в будущем правительстве. В то время в Оренбурге были расквартированы четыре башкирских стрелковых полка, Атаманский дивизион Оренбургского казачьего войска, 1-й Оренбургский казачий запасный полк, конвойная сотня и караульная рота, а также артиллерийские и технические части. У заговорщиков, при опоре на башкирские части, были все основания рассчитывать на успех.
Однако поручик Ахметгали Велиев, татарский купец из Челябинска, донёс о тайном совещании коменданту Оренбурга капитану Заваруеву. Тот, в свою очередь, предупредил об этом главного начальника Оренбургского военного округа генерала Акулинина. Сразу же были приведены в боевую готовность Атаманский дивизион и запасный полк, установлено наблюдение за Караван-Сараем и казармами башкирских частей, в распоряжение коменданта города вызваны русские офицеры, служившие в башкирских полках. В течение ночи заговорщики пытались собрать верные им части на станции Оренбург, находившейся в их руках. Однако, поняв, что инициатива перешла к сторонникам Дутова, Валидов в полдень 2 декабря выехал из города, захватив все имевшиеся в наличии вагоны. Башкирское Правительство вскоре перешло на сторону Советов, заключив 20 марта 1919 года «Соглашение центральной Советской власти с Башкирским Правительством о Советской Автономной Башкирии». О чём мысливший категориями национальных государственных образований в рамкам союза Российских Федеративных Республик М. Чокаев позже писал: «Валиди предательски перебросился в сторону большевиков и нанёс всей нашей акции непоправимый моральный и политический удар». Заговор против Дутова и Колчака провалился. Дутов сумел удержать войска под своим контролем, разрушив планы социалистов.

## Армия Оренбургского Казачьего Войска
На начальном этапе Оренбургский Казачий Круг располагал силами юнкеров и запасных казачьих частей, так как запасные пехотные полки были сильно распропагандированы большевиками, а возвращавшиеся с фронтов Великой войны морально были подавлены и разоружены большевиками при прохождении через центральные области европейской части России.
17 октября 1918 года Оренбургским Казачьим Кругом из частей Оренбургского казачьего войска и других, действовавших с ними, под командованием Александра Дутова была образована Юго-Западная армия, до ноября 1918 года подчинявшаяся назначенному Уфимской директорией Верховному главнокомандующему генерал-лейтенанту Василию Болдыреву, а затем — адмиралу Колчаку.